# Lluís Carreras
Luis Carreras y Ferrer (San Pol de Mar, Barcelona, Cataluña, España, 24 de septiembre de 1972), conocido como Carreras, es un exfutbolista y entrenador de fútbol español. Se desempeñaba como lateral izquierdo.

## Trayectoria

### Como jugador
Formado en la cantera del F. C. Barcelona, debutó en Primera División el día 4 de abril de 1993 en un encuentro entre el conjunto catalán y el C. D. Logroñés que finalizó 3-0. En verano de 1993, abandonó la disciplina del Barcelona para jugar en el Real Oviedo. Tras militar en el Racing de Santander durante una temporada, regresó al equipo culé; aunque al año siguiente fichó por el R. C. D. Mallorca, donde jugó cinco temporadas, una de ellas disputando la Copa de la UEFA.
Tras pasar por el Atlético de Madrid, con el que consiguió el ascenso a Primera División en la temporada 2001/02, y por el Real Murcia C. F., fichó por el Deportivo Alavés en 2004, donde permaneció hasta su retirada en 2007.

### Como entrenador
Alavés "B"
Dirigió al Deportivo Alavés "B" en Tercera División en la segunda parte de la temporada 2008/09, sin poder evitar el descenso, tras haber comenzado la campaña como asistente y haber sido segundo entrenador del primer equipo los dos años anteriores.
Sabadell
Posteriormente, fue contratado por el C. E. Sabadell F. C., con el que conseguiría el ascenso a Segunda División. En junio de 2011, la entidad catalana lo confirmó como entrenador para el regreso a la categoría de plata en la temporada 2011-12. El 8 de mayo de 2012, se confirma la renovación del técnico por una temporada más con el Sabadell, en la que siguió en Segunda tras alcanzar la permanencia en la jornada 39. El equipo arlequinado volvió a lograr la salvación en la temporada 2012-13 y el preparador catalán anunció su marcha del club al término de la misma.
Mallorca
El 26 de febrero de 2014, fue anunciado como nuevo entrenador del R. C. D. Mallorca, aunque la confirmación tardó dos días en llegar por discrepancias en el Consejo de Administración del club. Sin embargo, su experiencia en la isla apenas duró tres meses, ya que fue destituido el 20 de mayo con el equipo balear rozando los puestos de descenso tras sumar sólo 3 de los últimos 24 puntos posibles (10 de 36 en total).
Zaragoza
El 27 de diciembre de 2015, llegó a un acuerdo con el Real Zaragoza para hacerse cargo del conjunto aragonés lo que resta de temporada. Llegó a la última jornada de Liga como 4.º clasificado, pero perdió dicha posición y se quedó fuera del "play-off" de ascenso al caer goleado de forma sospechosa ante el ya descendido Llagostera. Al término del partido, anunció que no iba a continuar en el club aragonés.
Gimnàstic de Tarragona
El 21 de junio de 2017, se convirtió en el nuevo técnico del Club Gimnàstic de Tarragona. El 9 de septiembre de 2017, fue relevado de sus funciones, tras sumar un solo punto en las cuatro primeras jornadas de Liga y ser eliminado en la Copa del Rey.
Sagan Tosu
El 22 de diciembre de 2018, fue presentado como nuevo entrenador del Sagan Tosu de la J. League Division 1. El 5 de mayo de 2019, presentó su dimisión y el club japonés la aceptó, siendo sustituido por el zainichi coreano Kim Myung-hwi.

### Otros
Comentarista
El 4 de agosto de 2015 comenzaría a trabajar en televisión como comentarista de fútbol en TV3, actividad que realizaría hasta su fichaje por el Real Zaragoza. Unos años después empezó a colaborar en Directo GOL del canal GOL. Actualmente comenta los partidos de LaLiga Hypermotion a través de su canal oficial de televisión.

## Clubes

### Como jugador
| Club                | País   | Año       |
| ------------------- | ------ | --------- |
| F. C. Barcelona "B" | España | 1990-1993 |
| F. C. Barcelona     | España | 1990-1993 |
| Real Oviedo         | España | 1993-1994 |
| Racing de Santander | España | 1994-1995 |
| F. C. Barcelona     | España | 1995-1996 |
| R. C. D. Mallorca   | España | 1996-2001 |
| Atlético de Madrid  | España | 2001-2003 |
| Real Murcia C. F.   | España | 2003-2004 |
| Deportivo Alavés    | España | 2004-2007 |

### Como entrenador
| Club                        | País   | Año       |
| --------------------------- | ------ | --------- |
| Deportivo Alavés "B"        | España | 2009-2010 |
| C. E. Sabadell F. C.        | España | 2010-2013 |
| R. C. D. Mallorca           | España | 2014      |
| Real Zaragoza               | España | 2015-2016 |
| Club Gimnàstic de Tarragona | España | 2017      |
| Sagan Tosu                  | Japón  | 2019      |

## Estadísticas

### Como entrenador
| Club                   | P   | PG | PE | PP | % v.  |
| ---------------------- | --- | -- | -- | -- | ----- |
| Deportivo Alavés "B"   | 15  | 3  | 2  | 10 | 20    |
| C. E. Sabadell F. C.   | 129 | 46 | 37 | 46 | 35.66 |
| R. C. D. Mallorca      | 12  | 2  | 4  | 6  | 16.67 |
| Real Zaragoza          | 24  | 10 | 7  | 7  | 41.67 |
| Gimnàstic de Tarragona | 5   | 0  | 2  | 3  | 0     |
| Sagan Tosu             | 13  | 2  | 2  | 9  | 15.38 |

## Palmarés

### Como jugador

#### Campeonatos nacionales
| Título              | Club              | País   | Año  |
| ------------------- | ----------------- | ------ | ---- |
| Primera División    | F. C. Barcelona   | España | 1993 |
| Supercopa de España | R. C. D. Mallorca | España | 1998 |